# RPWブリティッシュ・ヘビー級王座
RPW統一ブリティッシュ・ヘビー級王座は、RPWが管理、認定している王座。

## 歴史
2005年、IPW:UKがIPW:UKブリティッシュ・ヘビー級王座を創設。7月16日、IPW:UKで行われた初代王者決定戦に勝利したアヴィヴ・マーヤンが初代王者になった。
2012年8月26日、管理団体がRPWに移って王座名をRPWブリティッシュ・ヘビー級王座に変更。

## 歴代王者

### IPW:UKブリティッシュ・ヘビー級王座
| 歴代   | 選手                       | 戴冠回数 | 獲得日付       | 獲得場所 （対戦相手・その他） |
| ------ | -------------------------- | -------- | -------------- | ----------------------------- |
| 初代   | アヴィヴ・マーヤン         | 1        | 2005年7月16日  | グレーター・ロンドン          |
| 第2代  | マーティン・ストーン       | 1        | 2005年7月17日  | グレーター・ロンドン          |
| 第3代  | アンディ・ボーイ・シモンズ | 1        | 2006年10月22日 | グレーター・ロンドン          |
| 第4代  | JCサンダー                 | 1        | 2007年5月20日  | グレーター・ロンドン          |
| 第5代  | アンディ・ボーイ・シモンズ | 2        | 2007年9月22日  | グレーター・ロンドン          |
| 第6代  | マーティン・ストーン       | 2        | 2008年3月16日  | グレーター・ロンドン          |
| 第7代  | アイスティン・リース       | 1        | 2008年9月21日  | グレーター・ロンドン          |
| 第8代  | アレックス・シェイン       | 1        | 2009年4月18日  | ケント                        |
| 第9代  | リロイ・キンケイド         | 1        | 2009年9月13日  | ケント                        |
| 第10代 | デイブ・マスティフ         | 1        | 2010年2月21日  | ケント                        |
| 第11代 | シャー・サミュエルス       | 1        | 2011年5月15日  | ケント                        |

### RPWブリティッシュ・ヘビー級王座
| 歴代   | 選手                 | 戴冠回数 | 獲得日付       | 獲得場所 （対戦相手・その他） |
| ------ | -------------------- | -------- | -------------- | ----------------------------- |
| 第12代 | コルト・カバナ       | 1        | 2013年3月31日  | ケント                        |
| 第13代 | マーティ・スカル     | 1        | 2014年3月15日  | グレーター・ロンドン          |
| 第14代 | AJスタイルズ         | 1        | 2015年6月14日  | グレーター・ロンドン          |
| 第15代 | ザック・セイバーJr.  | 1        | 2016年1月16日  | グレーター・ロンドン          |
| 第16代 | 柴田勝頼             | 1        | 2016年11月10日 | グレーター・ロンドン          |
| 第17代 | ザック・セイバーJr.  | 2        | 2017年3月6日   | 大田区総合体育館              |
| 第18代 | 石井智宏             | 1        | 2018年4月6日   | ニューオリンズ                |
| 第19代 | 鈴木みのる           | 1        | 2018年7月1日   | マンチェスター                |
| 第20代 | 石井智宏             | 2        | 2018年10月14日 | グレーター・ロンドン          |
| 第21代 | ザック・セイバーJr.  | 3        | 2019年1月4日   | 東京ドーム                    |
| 第22代 | 棚橋弘至             | 1        | 2019年8月31日  | グレーター・ロンドン          |
| 第23代 | ザック・セイバーJr.  | 4        | 2019年9月15日  | ビーコンプラザ                |
| 第24代 | ウィル・オスプレイ   | 1        | 2020年2月14日  | グレーター・ロンドン          |
| 第25代 | リッキー・ナイトJr.  | 1        | 2022年8月21日  | グレーター・ロンドン          |
| 第26代 | グレート-O-カーン    | 1        | 2022年12月17日 | グレーター・ロンドン          |
| 第27代 | マイケル・オク       | 1        | 2023年7月9日   | グレーター・ロンドン          |
| 第28代 | ルーク・ジェイコブス | 1        | 2024年8月24日  | グレーター・ロンドン          |